# بنجامین نیوتن دوک
بنجامین نیوتن دوک (انگلیسی: Benjamin Newton Duke) یک بازرگان اهل ایالات متحده آمریکا بود.